# Докин, Сергей Иванович
Сергей Иванович Докин (1918—1951) — старший сержант Советской Армии, участник Великой Отечественной войны, Герой Советского Союза (1946).

## Биография
Сергей Докин родился 5 сентября 1918 года в Москве в семье железнодорожника. В 1935 году он окончил школу фабрично-заводского ученичества, после чего работал слесарем автозавода имени Сталина. В 1938 году Докин был призван на службу в Рабоче-крестьянскую Красную Армию. С июня 1941 года — на фронтах Великой Отечественной войны. Участвовал в боях в Белорусской ССР. В декабре 1941 года получил тяжёлое ранение в живот, после которого длительное время лечился в госпитале.
К апрелю 1945 года старший сержант Сергей Докин был орудийным мастером 1955-го истребительно-противотанкового артиллерийского полка 40-й истребительно-противотанковой артиллерийской бригады 3-й ударной армии 1-го Белорусского фронта. Отличился во время штурма рейхстага. В составе штурмовой группы майора Бондаря Докин участвовал в боях в районе рейхстага. Вместе с сержантом Петром Кагыкиным он ворвался в подвал, где находились солдаты противника, уничтожив 12 из них и заставив сдаться в плен остальных. Совместно с остальными бойцами группы Докин активно участвовал в водружении Красного Знамени над рейхстагом.
После окончания войны Докин продолжил службу в ГСОВГ, в 69-м лагере военнопленных. В декабре 1945 года после лечения в госпитале он не вернулся на место службы, совершив таким образом дезертирство. В январе 1946 года Докин был задержан военным патрулём на вокзале в Лейпциге. Военный трибунал 8-й гвардейской механизированной дивизии приговорил его к 5 годам исправительно-трудовых лагерей по обвинению в совершении грабежа.
Указом Президиума Верховного Совета СССР от 15 мая 1946 года за «образцовое выполнение боевых заданий командования и проявленные мужество и героизм в боях с немецкими захватчиками» старший сержант Сергей Докин был удостоен высокого звания Героя Советского Союза.
Докин подал прошение о пересмотре дела. Военный трибунал ГСОВГ сократил срок наказания, в результате чего в сентябре 1947 года он был освобождён. В феврале 1950 года состоялось заседание Президиума Верховного Совета СССР, на котором было принято решение о сохранении Докину звания Героя Советского Союза. Ему были вручены орден Ленина и медаль «Золотая Звезда» за номером 7098.
По возвращении в Москву Докин работал слесарем Государственного союзного лакокрасочного завода. Умер 20 ноября 1951 года, похоронен на Новодевичьем кладбище Москвы.
Был также награждён орденами Отечественной войны 2-й степени и Красной Звезды, а также рядом медалей.